# Алипије (византијски епископ)
Алипије је био епископ града Византа у 2. веку.
На епископском трону Византије наследио је епископа Лаврентија. Тачан датум када је постао епископ Византије није познат. Историчари тај догађај постављају између 166. и 197. године. Поред тога, није познато ни колико је он дуго остао на престолу епископа. Процењује се да је његова служба трајала од 3 до 13 година. Највероватније мишљење, које је прихваћено од стране Мануела Гедеон и Крисостомоса Пападопулоса, је да је његова служба трајала од 166. до 169. године.